# HAT-P-42
HAT-P-42, TOI-571 — одиночная звезда в созвездии Гидры на расстоянии около 1350 световых лет (около 414 парсек) от Солнца. Видимая звёздная величина звезды — +12,168m. Возраст звезды определён как около 5,1 млрд лет.
Вокруг звезды обращается, как минимум, одна планета.

## Характеристики
HAT-P-42 — жёлтый карлик спектрального класса G2V. Масса — около 1,179 солнечной, радиус — около 1,41 солнечного, светимость — около 1,977 солнечной. Эффективная температура — около 5743 K.

## Планетная система
В 2012 году командой астрономов, работающих в рамках проекта HATNet, было объявлено об открытии планеты HAT-P-42 b. Это типичный горячий юпитер, имеющий массу и радиус, равные 0,975 и 1,277 юпитерианской соответственно. Планета обращается близко к родительской звезде — на расстоянии 0,0575 а.е. Полный оборот вокруг звезды HAT-P-42 b совершает за 4,6 суток. Открытие было совершено транзитным методом.